# サンニヌ台

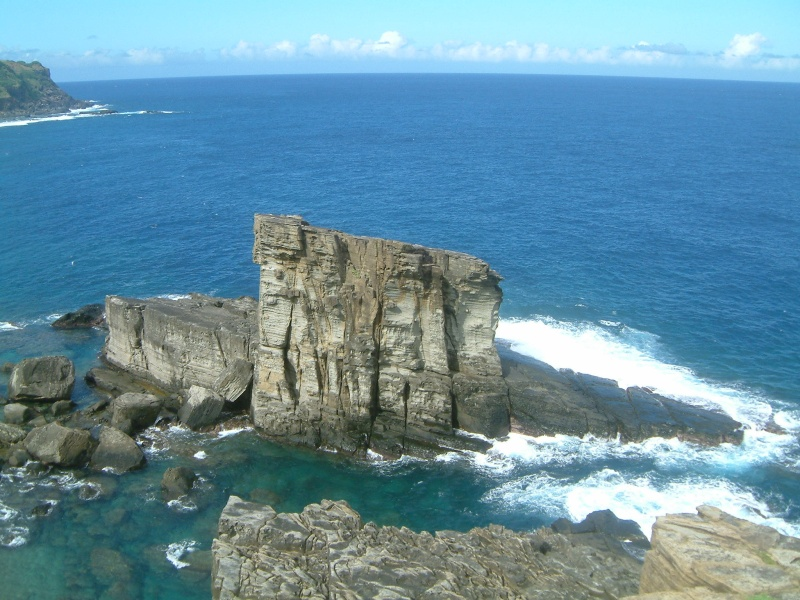
軍艦岩

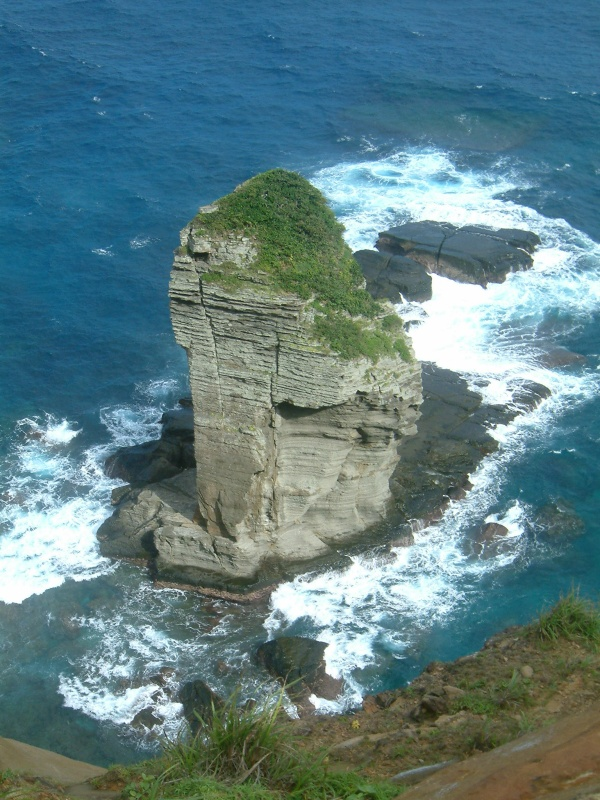
立神岩

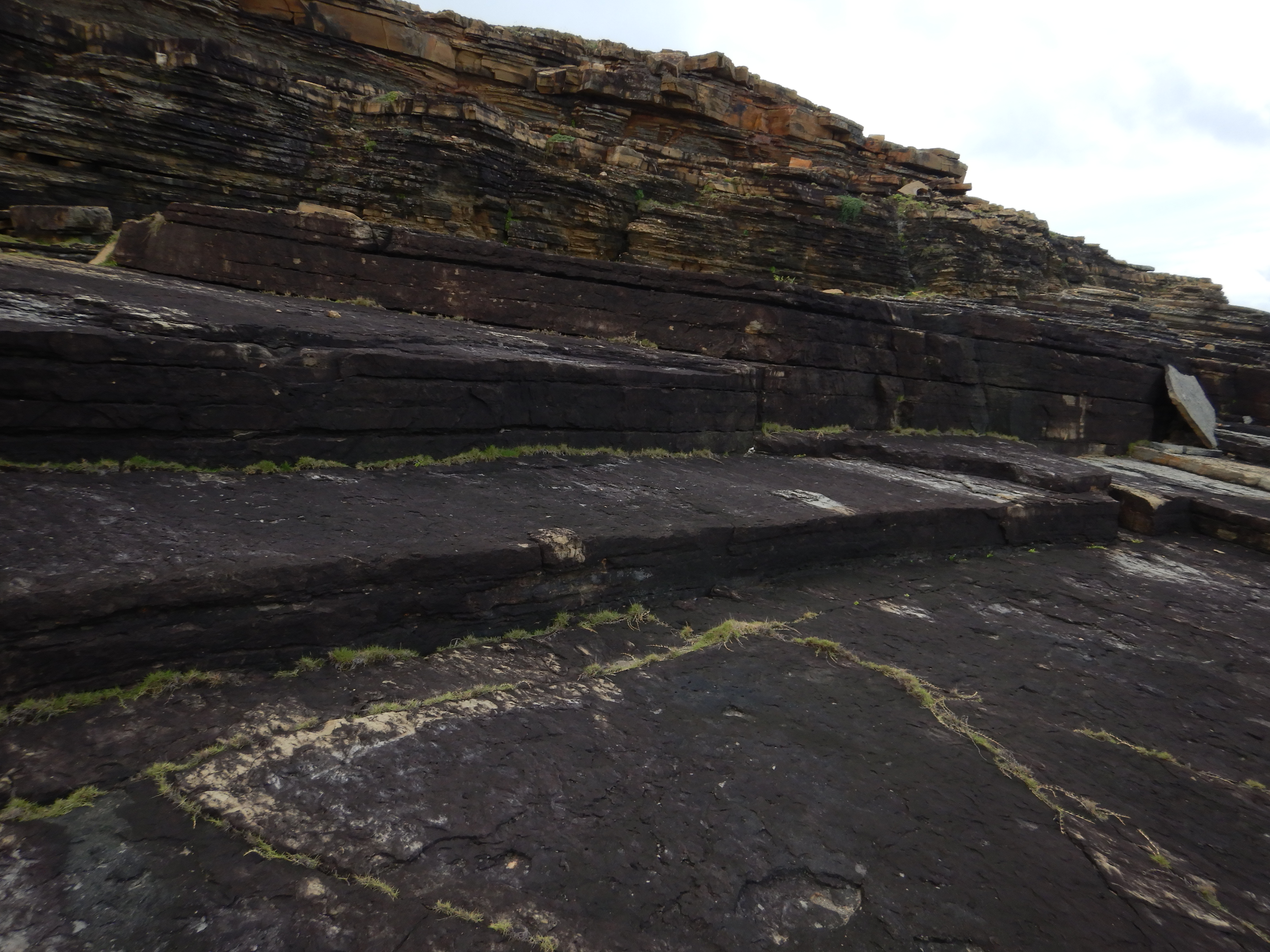
サンニヌ台の階段状地形

サンニヌ台（サンニヌだい）は、沖縄県八重山郡与那国町の与那国島南東部にある岩石海岸である。約1.3kmにわたり断崖と階段状の地形が続く。1974年に沖縄県の名勝に指定されたのち、2024年2月21日に天然記念物及び名勝に指定されている。三根台とも表記する。

## 概要
与那国島東端の東崎から南西に約1kmの三根崎（サンニザキ）一帯にあり、海岸の北東端沖数十mに位置する軍艦岩と呼ばれる奇岩、そこから南西に約1kmにわたって続くカニマチサヤと呼ばれる断崖、南西端沖に位置する立神岩（たちがみいわ）と呼ばれる奇岩、これに相対するウブイティディと呼ばれる海岸からなる。
地質的には、ユーラシア大陸から運ばれた砂や泥等を起源とする新第三紀中新世の砂岩・泥岩の互層（八重山層群）からなり、特徴的な断崖や階段状の地形は、八重山層群の地層面や、節理及び断層に沿って侵食や風化等による崩落が繰り返されて形成されたものである。また、地層中には、海底に生息した生物の生痕化石（ウニ類や環形動物の移動摂食痕、甲殻類の居住痕、魚類の休息痕）が良好に保存されているとともに、日本では珍しい正断層の露頭が良好に保存されている。

## 軍艦岩
軍艦岩（ぐんかんいわ）は、サンニヌ台から約数十mの沖合にある岩である。全体として海側に緩く傾斜した八重山層群からなる。ほぼ垂直の割れ目に沿って、ひときわ高い中央部とその前後の部分とに分かれ、軍艦に似た形状をなしている。

## 立神岩
立神岩（たちがみいわ、たちがんいわ）は、軍艦岩の南西約1kmに位置する高さ約20mの岩。頓岩（とぅんがん）とも呼ばれる。八重山層群の一部が断層運動、風化、侵食により海中に取り残されて形成されたもので、水平な層理を観察することができる。
神の到来する場所又は通り道であると考えられ、信仰の対象になっている。昔、海鳥の卵を採りにこの岩に登った若者が下りられなくなったが、一心に神に祈るうちに眠りに落ち、目を覚ますと海岸に戻っていたという伝承がある。